# Bitwa pod Curlew Pass
Bitwa pod Curlew Pass (hrabstwo Roscommon) – starcie zbrojne, które miało miejsce dnia 15 sierpnia 1599 r. w trakcie irlandzkiej wojny dziewięcioletniej (1594–1603). W bitwie udział wzięły angielskie wojska pod wodzą sir Conyersa Clifforda oraz irlandzcy rebelianci pod wodzą Red Hugh O’Donnella.

## Wstęp
W kwietniu 1599 Earl of Essex na czele 17 000 ludzi pomaszerował do Irlandii, zamierzając zdławić rebelię wywołaną przez Hugh O’Neilla (2 Earl of Tyrone) i Reda Hugh O’Donnella, którzy zajęli prawie całą wyspę. Anglików po drodze wzmocniły siły irlandzkiego wroga O’Donnela, sir Donogha O’Connora ze Sligo, który zamierzał zająć tereny swojego przeciwnika.
Sligo było doskonałą bazą wypadową do uderzenia w kierunku Ulsteru, gdzie stacjonowały siły O’Donnella. Tereny te były celem Anglików od początku wojny, a żądanie takie wysuwali angielscy stratedzy militarni w Londynie i Dublinie.
Wkrótce po tym z Galway wypłynęła flota angielska w kierunku Sligo pod wodzą szwagra O’Connora – Tibbotta Long Burke, który w Sligo zamierzał oczekiwać nadejścia Anglików. O’Donnell tymczasem obległ siły O’Connora w liczbie 2 000 ludzi w Collooney Castle. Earl of Essex nie miał zatem innego wyboru jak pomóc obleganym, tym bardziej że O’Connor był jednym z głównych dowódców na których stawiała Korona Brytyjska. Nakazał on sir Conyersowi Cliffordowi stacjonującego w Athlone, aby ten na czele 1500 żołnierzy piechoty i 200 kawalerzystów wyruszył w kierunku Sligo na ratunek O’Connorowi.
Tymczasem O’Donneell posłał 300 ludzi pod wodzą swojego kuzyna Nialla Garve O’Donnella w kierunku Collooney Castle. Pozostałych 600 ludzi odesłał do Sligo, gdzie zamierzał uniemożliwić zejście na ląd marynarzy Tibbotta. Sam na czele 1 500 rebeliantów udał się do Dunavaragh, gdzie spotkał się z innymi dowódcami Conorem MacDermottem oraz Brianem Oge O’Rurke.
Po krótkiej naradzie Irlandczycy przygotowali starannie zasadzkę w rejonie Curlew Mountains, gdzie oczekiwali nadejścia Anglików z rejonu Athlone. O’Donnel nakazał tu zablokowanie drogi zwalonymi drzewami. Po otrzymaniu wiadomości, o nadejściu Anglików do Boyle, O’Donnell ustawił swoje siły. Muszkieterzy, łucznicy oraz żołnierze uzbrojeni we włócznie zajęli stanowiska w lesie wzdłuż głównej drogi. Główne siły piechoty, uzbrojone w topory i piki schowały się w zakolu drogi, w miejscu niewidocznym dla maszerującego przeciwnika.

## Bitwa
Dnia 15 sierpnia siły Clifforda podeszły do Curlew Mountains. Armia była źle wyposażona, wygłodzona i przemęczona marszem. Dodatkowo uciążliwy upał utrudniał dalszy pochód. Jednak Clifford otrzymał fałszywe informacje, że w pobliskim wąwozie nie ma przeciwnika i dlatego zdecydował się go przekroczyć.
W pewnej chwili angielskie oddziały dostały się pod ostrzał przeciwnika, gdy tylko zbliżyły się do barykad w okolicy Ballinafad. Irlandczycy wycofali się jednak szybko wciągając Anglików w pułapkę. Kamienista droga (o szerokości 2,5 m) otoczona była a z obu stron moczarami. Im dalej Anglicy posuwali się naprzód, tym gwałtowniejszy był ostrzał z lasu. Wielu Anglików wpadło w panikę i uciekło. Doszło do 90 minutowej wymiany ognia, która zakończyła się w chwili gdy Anglikom zabrakło prochu.
Dowódca straży przedniej Anglików Aleksander Radcliffe stracił całkowitą kontrolę nad spanikowanymi żołnierzami. Uciekając wpadli oni na własne siły główne. Wkrótce i one poddały się panice. Radcliffe zarządził ostatni atak, przeprowadzony przez pozostałych przy nim pikinierów. Atak zakończył się klęską i śmiercią Radcliffe’a.
Wykorzystując zamieszanie w szeregach angielskich, Irlandczycy uderzyli na wroga. Clifford, który daremnie starał się przywrócić porządek w szeregach angielskich został w końcu zabity przez jednego z pikinierów. Irlandczycy podjęli pościg za uciekającym przeciwnikiem, który tylko własnej kawalerii zawdzięcza, że nie doszło do zagłady armii. Angielska kawaleria przeprowadziła kontratak wśród skał i moczarów, który ostatecznie zmusił rebeliantów do odwrotu. Niektórzy żołnierze Clifforda zbiegli do miejscowości Boyle, gdzie znaleźli schronienie. W sumie w bitwie poległo 500 angielskich żołnierzy.

## Po bitwie
Głowę Clifforda dostarczono O’Donnelowi, który wysłał ją do Collooney Castle, chcąc zdemoralizować jego obrońców. Bezgłowe ciało dowódcy tymczasem zostało zabrane przez MacDermotta do klasztoru w Lough Key i tam zostało pochowane.
Krótko potem O’Connor poddał się rebeliantom w Callooney Castle. Zwycięstwo sprawiło też, że wielu żołnierzy zdezerterowało na stronę irlandzką.
Bitwa była klasycznym przykładem irlandzkiej zasadzki, podobnie jak miało to miejsce w bitwie pod Glenmalure w roku 1580 lub bitwie pod Yellow Ford (1598). Bitwa doprowadziła do zawarcia zawieszenia broni jeszcze w tym samym roku.
W sierpniu 1602 r. Curlew Pass stało się ponownie miejscem zwycięskiej dla Irlandczyków bitwy, gdy angielska armia w podobny sposób poniosła wysokie straty.
Dzisiaj w miejscu starcia znajduje się impresjonistyczna rzeźba z roku 1999 zwana galickim przywódcą (The Gaelic Chieftain).